# Lega Sud (calcio)
La Lega Sud fu l'organizzazione dipendente dalla FIGC che gestì la categoria di vertice dei gironi meridionali del campionato di calcio italiano dal 1921 al 1926. La sede fu collocata dapprima a Roma e poi, a partire dal 1924, a Napoli. La società campione affrontava poi la vincente della Lega Nord nella finalissima scudetto, anche se quest'ultima era solo una formalità data la nettissima superiorità delle squadre settentrionali su quelle meridionali. Solo in un'occasione il campione della Lega Sud non si fece travolgere dal campione della Lega Nord: fu il Savoia di Torre Annunziata che perse per 4-2 (3-1 e 1-1) la finalissima contro il Genoa.
La Lega Sud venne smantellata nel 1926, in seguito alla Carta di Viareggio, un importante riforma dei campionati che eliminò la dicotomia tra campionato del Nord e del Sud.
Le migliori tre classificate, Alba Roma, Internaples (che nell'estate 1926 fondò il Napoli) e Fortitudo vennero ammesse insieme alle migliori diciassette della Lega Nord in Divisione Nazionale (il nuovo massimo campionato), mentre altre 10 società vennero raggruppate nel torneo cadetto, la Prima Divisione Meridionale. Da quel momento la Lega fu ridenominata Direttorio Divisioni Inferiori Sud, e comprese i rimanenti sodalizi retrocessi al terzo livello calcistico e che non si fossero fusi con società maggiori.
Le autorità fasciste intervennero quindi pesantemente per stabilizzare il traballante calcio del Sud, imponendo fusioni forzate che creassero pochi ma forti club. Nel 1928 il ridenominato Direttorio Meridionale fu chiamato a gestire uno sperimentale Campionato Meridionale, che però non diede i frutti sperati e fu quindi scisso in due categorie nel 1929. Il direttorio fu poi sostituito da un Fiduciario unico per il Sud nel 1930, e definitivamente smantellato nel 1931.
Nel dopoguerra nacque un organismo federale avente un nome leggermente diverso: la Lega Interregionale Sud.

Fu destinato a gestire le squadre di Serie C delle regioni meridionali per sole due stagioni sportive perché ridimensionato nel 1948 con la nascita della Promozione Interregionale.

## Storia
La Lega Sud fu fondata il 21 agosto 1921 nel corso di una riunione avvenuta in una vasta sala del Circolo Militare di Napoli. La fondazione della Lega Sud fu dovuta all'iniziativa di numerose società meridionali, intenzionate a ottenere il decentramento dalla Federazione con l'istituzione di una Lega interamente dedicata al calcio meridionale. All'assemblea del 21 agosto fu eletto presidente l'avvocato e cavaliere Felice Tonetti, a cui fu demandato l'incarico di recarsi nel settentrione per negoziare sia con la FIGC sia con la CCI. Venne eletto vicepresidente Del Pezzo. All'assemblea partecipò anche un inviato dalla FIGC che inviò alla neocostituita Lega i migliori auguri da parte del presidente federale. Nonostante gli iniziali rapporti amichevoli con la FIGC, la Lega Sud ottenne maggiori garanzie dal gruppo delle 24 secessioniste, e quindi, alcuni giorni dopo la sua istituzione, decise di aderire alla CCI. Al Congresso del 21 agosto 1921 fu decisa l'istituzione dei Comitati Regionali entro l'11 settembre. La sede fu posta inizialmente a Roma. Per merito della Lega Sud furono ammesse per la prima volta al campionato di massima serie meridionale anche squadre della Puglia, della Sicilia e delle Marche.
La Lega Sud continuò con la formula dei campionati regionali, le cui vincenti si sarebbero qualificate per le finali per il titolo di campione dell'Italia Centro-Meridionale. La vincente della Lega Sud avrebbe ottenuto poi il diritto di affrontare nella finalissima per lo scudetto la vincente della Lega Nord, scontro che terminava di solito con pesanti sconfitte per le squadre centro-meridionali, ancora di livello inferiore rispetto alle grandi del Nord. La finalissima nazionale del 1921-1922 tra Pro Vercelli e Fortitudo venne definito un incontro di propaganda. Quando la FIGC e la CCI si riunirono nel luglio 1922, la Lega Sud continuò a gestire il calcio nell'Italia centro-meridionale anche sotto l'egida della FIGC. Il 21 agosto 1922 avvenne la prima assemblea federale dopo la riunificazione, in cui la sede della Lega Sud venne riconfermata a Roma e fu eletto presidente il cavalier avvocato Vittorio Scialoja. Sotto la gestione romana della Lega Sud, i campionati regionali erano gestiti dai Comitati Regionali.
La gestione romana della Lega Sud non mancò di suscitare delle contestazioni, soprattutto per quanto riguarda il campionato di Lega Sud 1923-1924, che si concluse in maniera rocambolesca soltanto ad agosto inoltrato, a causa dei conflitti di competenza tra Comitati Regionali, Lega Sud e FIGC, nonché di reclami e controreclami che causarono l'annullamento e la ripetizione di numerose partite. In particolare fu il caso Savoia-Ideale ad allungare notevolmente il campionato. Il 1 giugno Savoia-Ideale non si poté disputare per l'indisponibilità del campo del Savoia e la Lega Sud respinse il reclamo dell'Ideale (che chiedeva la vittoria a tavolino per forfait) facendo recuperare la partita il 22 giugno: il Savoia si impose per 7-1 vincendo il girone di semifinale. Tuttavia l'Ideale presentò reclamo presso la Presidenza Federale ottenendo la vittoria a tavolino: di conseguenza il Savoia scivolò al terzo posto, mentre Lazio e Ideale il 6 luglio si contesero il primo posto in uno spareggio, poi vinto dai biancocelesti. Per tutta risposta a metà luglio il Consiglio della Lega Sud, per solidarietà nei confronti del Savoia e in segno di protesta nei confronti della Federazione, si dimise, pur rimanendo in carica per l'ordinaria amministrazione. Tuttavia, in seguito al reclamo del Savoia, le partite di finale tra Alba e Lazio (in programma per il 13 e il 20 luglio) furono annullate, e il 20 luglio il Direttorio Federale tornò sui suoi passi riammettendo il Savoia in finale al posto della Lazio. Per giunta il primo incontro di finale, disputato il 27 luglio e vinto per 2-0 dal Savoia, fu annullato e mandato a ripetere per un errore di computazione dell'arbitro (che fischiò la fine dell'incontro con cinque minuti di anticipo), allungando ulteriormente il campionato. Il Savoia si impose anche nell'incontro di ritorno, ma la ripetizione della partita di andata, disputata il 10 agosto, fu vinta dall'Alba che pareggiò così la serie rendendo necessario uno spareggio da disputare in campo neutro. Il Savoia a questo punto sporse reclamo per l'annullamento della vittoria del 27 luglio presso il Consiglio Federale (eletto nell'assemblea del 24 agosto 1924), ma l'assenza del presidente della Lega Sud e il mancato arrivo dei documenti in possesso della Lega riguardanti la partita incriminata rese impossibile ogni decisione. Nel frattempo, la Lega Sud aveva pregato il Consiglio Federale a obbligare Alba e Savoia a recarsi comunque a Livorno il 24 agosto per disputare la "bella", onde evitare che il reclamo del Savoia portasse alla perdita di ulteriori domeniche. Tuttavia, per problemi di bilancio, la Lega Sud si rifiutò di fornire ai giocatori albini i fondi per viaggiare a Livorno, e per tutta risposta la società albina decise di non partire, facendo pubblicare sul Messaggero del 23 agosto un annuncio che comunicava ai soci giocatori che la partita con il Savoia sarebbe stata rinviata per cause di forza maggiore. Tuttavia, in realtà, la Lega Sud non aveva disposto il rinvio della partita, per cui il giorno 24 si presentarono sul campo del Livorno sia il Savoia che l'arbitro, il quale, attesi i consueti 45 minuti, assegnò la vittoria a tavolino al Savoia per l'assenza ingiustificata dell'Alba. Il quotidiano L'Impero criticò l'operato dei dirigenti romani della Lega Sud:
(L'Impero, 26 agosto 1924.)
Per tutta risposta la Lega Sud, nella deliberazione del 26 agosto 1924, ribadì che, in base alle vigenti disposizioni regolamentari (articolo 21) nessuna anticipazione di spese era dovuta alle Società per la disputa di incontri di campionato, e, dopo aver sentito il parere del Consiglio Federale, confermò che l'assenza della squadra romana andasse considerato come forfait, proclamando conseguentemente il Savoia campione centro-meridionale. Secondo il parere del quotidiano romano Il Mondo, che ammise comunque che il Savoia meritava la vittoria più dell'Alba, gli organi federali avrebbero fatto meglio a lasciare non aggiudicato il campionato 1923-24 in quanto un campionato che si trascinava fino alla metà di settembre non poteva che essere ritenuto una noiosissima farsa.
I campionati della Lega Sud erano di livello nettamente inferiore rispetto a quelli della Lega Nord, come notò un redattore dell'epoca de La Gazzetta del Mezzogiorno che propose alcuni possibili rimedi:
È doloroso e porterà con sé gravi sacrifici finanziari, ma è necessario che le società si provvedano di campi propri, ben cintati e muniti di comode tribune. Gli attuali campi sono degni appena della Seconda e della Terza Divisione.

E più ancora occorre ridurre il numero delle squadre, selezionarle, affinarle e irrobustirle con i continui incontri interregionali. Ne guadagnerà la Prima Divisione che diverrà più forte e pari a quella della Lega Nord: ne guadagnerà ancora la Seconda Divisione che acquisterà di combattività e di importanza e che diverrà vera, rude scuola per meritarsi la Prima Divisione.»
La proposta di abolire le eliminatorie regionali introducendo il sistema interregionale fu discussa all'assemblea del 27 luglio 1924, in cui fu stabilito che il campionato 1924-1925, pur mantenendo le eliminatorie regionali, sarebbe stato di qualificazione per un eventuale campionato interregionale da svolgersi nella stagione 1925-1926; a tal fine, furono introdotte le retrocessioni dirette per le piazzate oltre il quarto posto nei gironi regionali, mentre la quarta classificata si sarebbe giocata la permanenza in Prima Divisione in uno spareggio contro il corrispettivo campione regionale di Seconda Divisione; questa riduzione dei quadri sarebbe stato il primo passo per l'eventuale adozione del sistema interregionale a partire dalla stagione 1925-1926, decisione che in ogni caso, per diventare definitiva, avrebbe dovuto essere approvata dall'assemblea di luglio 1925. Nel corso della stessa assemblea si tennero anche le nuove elezioni della Lega Sud, in cui venne riconfermato presidente Vittorio Scialoja e la sede fu mantenuta a Roma (anche se fu stabilito di spostare a Napoli la commissione degli arbitri). Tuttavia queste elezioni furono considerate nulle dal Consiglio Federale, su richiesta dello stesso Consiglio della Lega Sud, e si dovettero ripetere. A fine settembre 1924, si tennero le nuove elezioni, nelle quali fu stabilito lo spostamento della sede della Lega Sud da Roma a Napoli, nei locali dell'Internaples; inoltre fu eletto presidente Pasquale De Rosa.
Con il trasferimento della sede a Napoli, i nuovi dirigenti partenopei della Lega Sud si batterono per abolire i gironi regionali rendendo interregionale, ovvero subnazionale, il campionato a partire dalla stagione 1925-1926. Come misura transitoria fu stabilito che per la stagione 1924-1925 le eliminatorie regionali di Prima Divisione sarebbero state gestite direttamente dalla Lega Sud, relegando i Comitati Regionali all'organizzazione dei campionati regionali delle divisioni inferiori. Durante l'assemblea della Lega Sud del 20 luglio 1925 la proposta di rendere interregionale il campionato fu messa ai voti: le società campane proposero che le 16 società aventi diritto a disputare il campionato di Prima Divisione Lega Sud 1925-1926 (di cui 4 campane, 4 laziali, 4 pugliesi, 2 siciliane e 2 marchigiane) sarebbero state suddivise in due gironi da otto squadre, con 2 campane, 2 laziali e 2 pugliesi per girone, mentre nel Girone A sarebbero finite le due siciliane e nel Girone B le due marchigiane. Le due squadre prime classificate si sarebbero contese il titolo di Campione Centro-Meridionale nella Finale, mentre le due ultime classificate sarebbero risultate retrocesse in Seconda Divisione. La Seconda Divisione sarebbe stata suddivisa in sei campionati regionali: Lazio, Marche, Umbria, Puglia, Sicilia e Campania. I Campioni regionali sarebbero poi stati suddivisi in due gironi interregionali, uno comprendente i Campioni di Lazio, Marche e Umbria e l'altro i Campioni di Puglia, Campania e Sicilia. Le vincenti dei due gironi avrebbero ottenuto la promozione in Prima Divisione. Nel corso dell'assemblea fu avanzata una proposta alternativa, che suddivideva il campionato in tre gironi interregionali, con due gironi da sei e un girone da quattro. Le due proposte furono messe ai voti e a vincere fu la prima che prevalse con 29 voti favorevoli contro 14. Dunque il campionato di Prima Divisione della Lega Sud 1925-1926 avrebbe dovuto svolgersi in linea di massima con la seguente suddivisione in due gironi: 
- Girone A: Internaples, Salernitanaudax, Alba Roma, Fortitudo, Messinese, Palermo, Pro Italia, Ideale.
- Girone B: Savoia, Cavese, Lazio, Audace Roma, Anconitana, Vigor Senigallia, Liberty, Audace Taranto.

Le iscrizioni si sarebbero chiuse il 15 settembre, mentre il campionato avrebbe dovuto iniziare il 4 ottobre. Le società contrarie a questa proposta di riforma, principalmente perché trasferte più lunghe avrebbero portato a un aumento delle spese di gestione che avrebbero portato le società meno solide finanziariamente al rischio addirittura di rinuncia al campionato, non si diedero per vinte e decisero di fare ostruzionismo. All'Assemblea Federale del 17 agosto 1925, la proposta di abolire i campionati regionali fu respinta dal grosso delle società minori e così anche questa proposta di riforma andò definitivamente accantonata. E ciò accadeva mentre, nel corso di quella stessa assemblea, le squadre di Lega Nord avevano deciso di istituire a partire dalla stagione 1926-1927 il campionato di Divisione Nazionale a girone unico, a cui sarebbero state ammesse le migliori otto squadre di ognuno dei due gironi di Lega Nord 1925-1926, escludendo quelle della Lega Sud, il cui campionato sarebbe stato parificato al nuovo secondo livello a partire dalla stagione 1926-1927. Insomma, mentre al Nord ci si avvicinava sempre di più all'ideale del girone unico, al Sud si continuava con i campionati regionali e ogni tentativo di aumentare la competitività del campionato falliva miseramente, osteggiato dalle società minori contrarie all'aumento delle spese di trasferta.
Con l'approvazione del piano di riforma della "commissione dei tredici", nella stagione 1925-1926 la Lega Sud fu scissa in una Lega delle società maggiori di Prima e Seconda Divisione e una Lega delle società minori di Terza e Quarta Divisione, analogamente a quanto stabilito per la Lega Nord. In seguito al respingimento della proposta del campionato interregionale, il presidente della Lega Sud Pasquale De Rosa rassegnò le dimissioni, ma al momento della costituzione della Lega Sud delle società maggiori fu rieletto presidente. Nel frattempo, a fine settembre 1925 i delegati di Terza e Quarta Divisione si riunirono a Napoli, nei locali dell'Internaples, per stabilire la sede della loro lega: i delegati campani proposero Taranto come sede della Lega delle minori, candidatura tuttavia declinata per problemi organizzativi dai pugliesi che invece candidarono Napoli, mentre i laziali candidarono Roma; nonostante il regolamento prevedesse che la sede della Lega Sud delle società minori dovesse essere diversa da quella delle maggiori, ai voti fu stabilito che anche la Lega delle società minori di Terza e Quarta Divisione avrebbe avuto sede a Napoli. Nella stessa assemblea Crupi di Ancona venne eletto presidente della lega delle minori. Fu stabilito che per la stagione 1925-1926 la Lega Sud avrebbe gestito direttamente anche i gironi regionali di Prima e Seconda Divisione, relegando l'attività dei Comitati Regionali all'organizzazione dei campionati locali di Terza e di Quarta Divisione, nonché di quelli riservati alle riserve e ai boys. Le semifinali furono allargate ai vicecampioni di Sicilia e Marche. Si tentò di convincere i delegati del Nord ad ammettere in soprannumero come diciassettesima squadra della Divisione Nazionale il campione della Lega Sud 1925-1926, proposta che in linea di massima sembrò essere stata accettata. Con la Carta di Viareggio furono ben tre le squadre della Lega Sud a essere ammesse in Divisione Nazionale.
La gestione della Lega Sud da parte dei dirigenti partenopei fu pesantemente contestata dalla stampa pugliese e romana, nonché dal settimanale partenopeo Il Mezzogiorno Sportivo. Fu criticato in particolar modo l'operato di Mario Argento, dirigente della Lega Sud, arbitro, nonché redattore de Il Mattino e de Il corriere di Napoli. Alle proteste iniziali delle società pugliesi riguardo alcune pesanti sanzioni disciplinari (a loro dire inique) inflitte dalla Lega Sud, fece seguito un articolo pubblicato dal giornale campano Il Mezzogiorno Sportivo nel marzo 1925:
Ha permesso che il Comitato Regionale Laziale ... appaltasse ad una società, con modestissimo contributo il match Toscana-Lazio.

La Lega non sa curare gli interessi delle società sottoposte.

Si ostina a far disputare a Taranto l'incontro tra le due squadre rivali di Bari, e non pensa che sarebbe opportuno organizzare a suo rischio e pericolo, l'incontro a Bari, con un arbitro di polso, e presente qualche papavero della Lega.

La Lega non è coerente né previdente. Lo incontro di Taranto viene sospeso. Ecco la Lega riorganizzarlo, a Bari, e a suo rischio e pericolo. Non poteva farlo prima?

La Lega non è giusta nelle sue punizioni. A Cava, in seguito a una campagna giornalistica del segretario della Lega Sud avvengono presente questi degli incidenti, nei quali si trova coinvolto anche il Presidente della Lega stessa.

La Lega punisce la squadra locale con tre mesi di squalifica del campo.

Ora il dilemma è questo: o la Cavese era in difetto e allora tre mesi erano pochi e soprattutto, la punizione doveva essere data con urgenza non a campionato finito: gli incidenti erano fuori della responsabilità della società e allora tre mesi sono ingiusti.

Ma la verità è semplice: la Lega Sud non ha neppure in Campania quelle adesioni e quelle simpatie che vanta.

La Lega Sud dimostra di non essere composta tutta da competenti. Infatti delibera per il 22 corrente un match Puglie Campania, a Taranto ed un match Lazio Toscana a Livorno.

Due sole constatazioni che varranno a far giudicare come meritano tali matchs.

Entrambi verranno senza dubbio giocati con cavalleria ma anche con accanimento.

Il 29 corrente, cioè una settimana dopo, hanno inizio le semifinali interregionali.

Avrà il coraggio la Lega Sud di punire una società la quale negherà i suoi giocatori per non compromettere le sue chanches alla vigilia della conclusione dei sacrifici di una intera annata ?.»
Nel corso della stagione 1925-1926 alcuni provvedimenti disciplinari da parte della Lega Sud suscitarono le proteste anche di alcune società laziali, soprattutto per questioni di carattere arbitrale. A fine gennaio 1926 le società laziali emanarono un ordine del giorno contro la gestione degli arbitri attuata dalla Lega Sud, e alcuni dirigenti laziali (Baldoni, Orazi, Caroncino e Bolognesi) facenti parte dell'organigramma della Lega rassegnarono le dimissioni. In seguito a questa crisi il presidente della Lega Sud delle società maggiori Pasquale De Rosa rassegnò le dimissioni e al suo posto fu eletto, dopo referendum, il cavalier Emilio Reale, ex presidente dell'Internaples. Durante la disputa delle semifinali, all'inizio del girone di ritorno, ripresero le polemiche e l'Alba minacciò addirittura di ritirarsi dal Campionato in segno di protesta per l'arbitraggio di Battucci, i cui errori arbitrali penalizzarono l'Alba nella partita casalinga con la Pro Italia terminata 1-1. Il pubblico albino, inferocito, al termine della partita aggredì l'arbitro Battucci e il segretario della Lega Sud Luigi Filosa, incidenti che costarono all'Alba la squalifica del campo per l'intero girone di ritorno. Il quotidiano romano L'Impero attaccò duramente l'operato della Lega Sud definendola una «combriccola camorristica napoletana» e accusandola di favorire le squadre napoletane affinché fossero loro a vincere il campionato:
La minaccia del ritiro rientrò, ma il 13 giugno 1926 il Consiglio Federale, punendo le aggressioni ai danni di Battucci e Filosa per mano dell'inferocito pubblico albino, assegnò persa a tavolino all'Alba la partita contro la Pro Italia decretando la vittoria del girone da parte della Bagnolese e l'eliminazione degli albini. Il quotidiano romano L'Impero attaccò l'operato del segretario della Lega Sud Luigi Filosa, accusandolo di aver approfittato di presunte amicizie con i membri del Consiglio Federale di Torino, definiti offensivamente dei «legulei», per assicurarsi la vittoria del girone da parte della partenopea Bagnolese ai danni dell'Alba. Comunque, in seguito al reclamo dell'Alba, che poteva contare sulla protezione del presidente del CONI Lando Ferretti, la sconfitta a tavolino fu annullata dalla Presidenza Federale e l'Alba, vincendo la ripetizione, sorpassò in classifica la Bagnolese qualificandosi alla finale. L'Alba avrebbe poi vinto il campionato della Lega Sud, surclassando in Finale l'Internaples (6-1 e 1-1), per poi essere travolta nella Finalissima per lo scudetto dalla Juventus (1-7 e 0-5).
Alla fine della stagione 1925-1926 il regime fascista decise di riformare il campionato di calcio, abolendo la Lega Sud e aggregando le migliori tre squadre del Sud alle 17 squadre migliori del Nord, istituendo finalmente un Campionato di massima serie non più diviso tra squadre del Nord e squadre del Sud, ma veramente nazionale. A inizio luglio 1926 il consiglio della Lega Sud, seguendo le orme della stessa FIGC, decise di rassegnare anch'essa le dimissioni, demandando ogni incarico al presidente della Lega stessa, il cavalier Reale, e invocando da parte del presidente del CONI Lando Ferretti un'inchiesta amministrativa e la revisione della relazione morale e finanziaria. Le dimissioni arrivarono nonostante lo stesso Ferretti li avesse pregati di rimanere al loro posto fino a nuova disposizione. Un articolo del 5 luglio 1926 de La Gazzetta del Mezzogiorno espresse il seguente giudizio sull'operato complessivo della Lega Sud:
Dopo una serie di atti che molti e per molto tempo hanno aspramente censurato perché contrari allo Statuto, ai regolamenti, ad ogni ragionamento logico e morale; dopo una ricca collezione di deliberata e decisioni che hanno sempre e sistematicamente sollevato un vespaio di reclami, di mal represse ribellioni, di invocazioni alla giustizia all'equità; dopo alterne vicende in cui portarono il loro contributo uomini che ancora ieri stavano al potere ed anche uomini che dal potere si sono allontanati da qualche tempo, che si imperniano sempre su coloro che sono stati i disfattisti del calcio meridionale, la Lega del Sud sgombra il terreno e, pavida e timorosa dell'imminente e immancabile scoccione, fa fagotto e guadagna l'uscio.

[…]

Non è trascorso molto tempo, e pur sembrano lontani quegli anni in cui lo sport non era avvelenato dalla politica. Poi cominciarono i dissidi interni della Federazione Italiana Giuoco Calcio, le cui ripercussioni furono sensibilissime anche nel campo atletico del Mezzogiorno, ove le ancora sparute e non armoniche forze sociali furono ben presto facile preda della politica... La Puglia stessa ne sofferse... E cominciò, già da allora, la tattica del patteggiamento, del do ut des, dell'accordo a due a dubbio del terzo, augure il deus ex machina Mario Argento, le cui visite nelle fertili plaghe meridionali furono impensatamente frequenti, e la cui opera da allora in poi fu feconda nel creare a se stesso una posizione di privilegio.

È da questa epoca che anche la Puglia ha sofferto i rigori di una antipatia alla quale Argento la designò per aver tenuto fede, sportivamente, lealmente, a quella Federazione nella quale soltanto erano uomini di vero sport. Ed anche le società pugliesi conobbero le decisioni più strane, e più antistatutarie che sia possibile concepire.»
Il segretario della Lega Sud (nonché corrispondente del Mattino) Luigi Filosa, sentendosi infangato e diffamato dalle invettive contro il suo operato scagliate dai giornali L'Impero di Roma e Il Mezzogiorno Sportivo di Napoli, per vendicare l'onore leso, sfidò a duello due giornalisti, Felice Scandone del Mezzogiorno Sportivo e Umberto Lazzotti dell'Impero. Il duello con le spade tra Filosa e Lazzotti ebbe luogo a Cassino il 15 agosto 1926 e fu fatto cessare al 21º assalto dai medici presenti onde tutelare la loro incolumità. Il duello, sempre con le spade, tra Filosa e Scandone ebbe luogo invece il 23 agosto e fu fatto cessare al nono assalto dai medici presenti perché Scandone, ferito da una stoccata di Filosa all'avambraccio, era impossibilitato a proseguire lo scontro. Al termine dei due duelli Filosa si riconciliò con Lazzotti ma non con Scandone.
In seguito alla Carta di Viareggio del 2 agosto 1926, un importante riforma dei campionati che eliminò la dicotomia tra campionato del Nord e del Sud, le migliori tre classificate, Alba Roma, Internaples (che nell'estate 1926 fondò il Napoli) e Fortitudo vennero ammesse insieme alle migliori diciassette della Lega Nord in Divisione Nazionale (il nuovo massimo campionato), mentre altre 10 società vennero raggruppate nel torneo cadetto, il gruppo Sud della Prima Divisione. Da quel momento la Lega Sud fu ridenominata Direttorio Divisioni Inferiori Sud, e comprese i rimanenti sodalizi retrocessi al terzo livello calcistico e che non si fossero fusi con società maggiori.
Le autorità fasciste intervennero quindi pesantemente per stabilizzare il traballante calcio del Sud, imponendo fusioni forzate che creassero pochi ma forti club. Nel 1928 il ridenominato Direttorio Meridionale fu chiamato a gestire uno sperimentale Campionato Meridionale, che però non diede i frutti sperati e fu quindi scisso in due categorie nel 1929. Il direttorio fu poi sostituito da un Fiduciario unico per il Sud nel 1930, e definitivamente smantellato nel 1931.
Nel dopoguerra nacque un organismo federale avente un nome leggermente diverso: la Lega Interregionale Sud.

Fu destinato a gestire le squadre di Serie C delle regioni meridionali per sole due stagioni sportive perché ridimensionato nel 1948 con la nascita della Promozione Interregionale.

## Presidenti
- 1921-1922: Felice Tonetti
- 1922-1924: Vittorio Scialoja
- 1924-1926: Pasquale De Rosa

## Formula dei campionati 1922-1926
Il torneo era suddiviso in tre fasi.
- Prima fase: Campionati Regionali (Campano, Laziale, Pugliese, Siciliano e Marchigiano) le cui migliori classificate (di solito le prime due dei Campionati Campano, Laziale e Pugliese e il Campione di Sicilia e delle Marche) si qualificavano alle Semifinali.
- Semifinali: 2 gironi di 4 squadre (nel 1926 cinque). La prima di ogni girone si qualifica alla Finale.
- Finale: il vincitore della finale vince la Lega Sud e si qualifica alla finale, scontro diretto con la vincente delle finali gestite dalla Lega Nord.

## Albo d'oro
- Prima Categoria Italia Meridionale

| Stagione      | Campione | Ris.                | 2º posto          | Semifinaliste          | Semifinaliste           |
| Stagione      | Campione | Ris.                | 2º posto          | eliminato dal Campione | eliminato dal finalista |
| ------------- | -------- | ------------------- | ----------------- | ---------------------- | ----------------------- |
| 1913 Dettagli | Lazio    | And.: 2-1 Rit.: 1-1 | Naples            | Virtus Juventusque     | Internazionale NA       |
| 1914 Dettagli | Lazio    | And.: 1-0 Rit.: 8-0 | Internazionale NA | SPES Livorno           | Naples                  |
| 1915 Dettagli | /        | N.D.                | /                 | Roman/Naples           | Roman/Naples            |
| Stagione      | Campione | Ris.                | 2º posto          | Secondi fase a gironi  | Secondi fase a gironi   |
| 1920 Dettagli | Livorno  | 3-2                 | Fortitudo Roma    | Pisa                   | Audace Roma             |
| 1921 Dettagli | Pisa     | 1-0                 | Livorno           | Naples                 | Fortitudo Roma          |

- Prima Divisione Lega Sud

| Stagione      | Campione       | Ris.                                | 2º posto    | Semifinaliste          | Semifinaliste           |
| Stagione      | Campione       | Ris.                                | 2º posto    | eliminato dal Campione | eliminato dal finalista |
| ------------- | -------------- | ----------------------------------- | ----------- | ---------------------- | ----------------------- |
| 1922 Dettagli | Fortitudo Roma | 2-0                                 | Puteolana   | Audace Taranto         | Anconitana              |
| Stagione      | Campione       | Ris.                                | 2º posto    | Secondi fase a gironi  | Secondi fase a gironi   |
| 1923 Dettagli | Lazio          | And.: 3-3 Rit.: 4-1                 | Savoia      | Alba Roma              | Ideale Bari             |
| 1924 Dettagli | Savoia         | And.: 3-1 Rit.: 0-1 Spar.: 2-0 tav. | Alba Roma   | Lazio                  | Audace Taranto          |
| 1925 Dettagli | Alba Roma      | And.: 3-1 Rit.: 1-0                 | Anconitana  | Lazio                  | Cavese                  |
| 1926 Dettagli | Alba Roma      | And.: 6-1 Rit.: 1-1                 | Internaples | Fortitudo Roma         | Bagnolese               |